# Wilhelm Nyforss
Anders Wilhelm Nyforss, född 2 september 1828 i Sankt Nikolai församling i Stockholm, död 2 maj 1887 i Katarina församling, Stockholm var en svensk skådespelare.

## Biografi
Nyforss var son till skräddaregesällen Wilhelm August Nyforss och Anna Christina Rambeck. Han var ursprungligen bokbindare, men 1849 tog han anställning som skådespelare vid Fredrik Smitts landsortssällskap. Året därpå kom han till Edvard Stjernström, först vid dennes resande sällskap och sedan, spelåret 1854—55, vid Mindre teatern som tagits över av Stjernström. Där var Nyforss dessutom verksam som sufflör. 
Därefter gick han över till Johan Willehad Weselius landsortstrupp. 1859 övertogs truppen av Ludvig Zetterholm och blev fast ensemble på Södra Teatern. Där blev även Nyforss kvar och var under 1860-talets första år en Södrans allra förnämsta krafter. Här inföll hans bästa tid som skådespelare, och under dessa år skapade han en hel mängd burleska typer, däribland Peter Joachim Jönsson i Herr Jönssons äfventyr i Spanien, Sjötullsvaktmästare Andersson i Frun af stånd och frun i ståndet och Konstantin Tulin i Onkeln från Californien. 
Hösten 1863 övergick han till Kungliga Teatern, där han dock ej fick så många tillfällen att lägga sin säregna talang i dagen. Trots det lyckades han göra något stort av de små uppgifter han erhöll, och bland de roller, i vilka han gjorde sig mest bemärkt, kan nämnas Högbåtsman Cartahaut i Fregattkaptenen, Boniface i De båda döfve, Barberare Kopp i Advokaten Knifving, Vaktmästare Snacke i Föreningsfesten och Nypon i Mycket väsen för ingenting. 
Våren 1877 skulle Nyforss vara med i en uppsättning av Jane Eyre, där Siri von Essen skulle debutera i titelrollen. Bara ett par dagar innan premiären insjuknade han och återkom aldrig till teatern. Han bosatte sig under några år i Karlshamn, men flyttade sedan tillbaka till Stockholm, där han avled. 
Nyforss var gift med Wilhelmina Holmberg, född Östergren (1826-1884).

## Teater

### Roller (ej komplett)
| År   | Roll                               | Produktion                                                                                                | Teater                      |
| ---- | ---------------------------------- | --- | --------------------------- |
| 1866 | Första Tjenaren hos Aufidius       | Coriolanus William Shakespeare                                                                            | Kungliga Dramatiska Teatern |
| 1867 | Svensson, teatervakt               | Mellan elfva och tolf! Frans Hedberg                                                                      | Kungliga Dramatiska Teatern |
| 1867 | Vaktmestaren                       | Under utställningen Frans Hedberg                                                                         | Åhman-Pousettes sällskap    |
| 1867 | Jean, Caboussats betjent           | Grammatikan Eugène Labiche och Alphonse Jolly                                                             | Kungliga Dramatiska Teatern |
| 1867 | Casimir, Martineaus betjent        | Dagens hjelte                                                                                             | Kungliga Dramatiska Teatern |
| 1868 |                                    | En kammarjungfrus drömmar Lea och Octavia                                                                 | Nya teatern                 |
| 1868 | Hall, Vaktmästare                  | Så kallad ungdom Frans Hedberg                                                                            | Kungliga Dramatiska Teatern |
| 1869 | Germain, Uppassare                 | Fattig på mynt, men rik på kärlek Xavier-Boniface Saintine, Félix-Auguste Duvert och Augustin de Lauzanne | Kungliga Dramatiska Teatern |
| 1869 | Jeremias Peterlein, juvelerare     | Ladyn af Worsley-Hall Charlotte Birch-Pfeiffer                                                            | Kungliga Dramatiska Teatern |
| 1870 | Signor Rodrigo                     | I Rom August Strindberg                                                                                   | Kungliga Dramatiska Teatern |
| 1870 | Kopp, barberare                    | Advokaten Knifving Frans Hedberg                                                                          | Kungliga Dramatiska Teatern |
| 1870 | Pantalone, värd i osterian Falcone | Madonnabilden                                                                                             | Kungliga Dramatiska Teatern |
| 1871 | Mjölnar-Johannes                   | Majorens döttrar Frans Hedberg                                                                            | Kungliga Dramatiska Teatern |
| 1871 | En Fångvaktare                     | En vintersaga William Shakespeare                                                                         | Kungliga Dramatiska Teatern |
| 1872 | Pietro, Capulets betjent           | Romeo och Julia William Shakespeare                                                                       | Kungliga Dramatiska Teatern |
| 1873 | Nypon, enfaldig rättstjenare       | En midsommarnattsdröm William Shakespeare                                                                 | Kungliga Dramatiska Teatern |